# Zicral

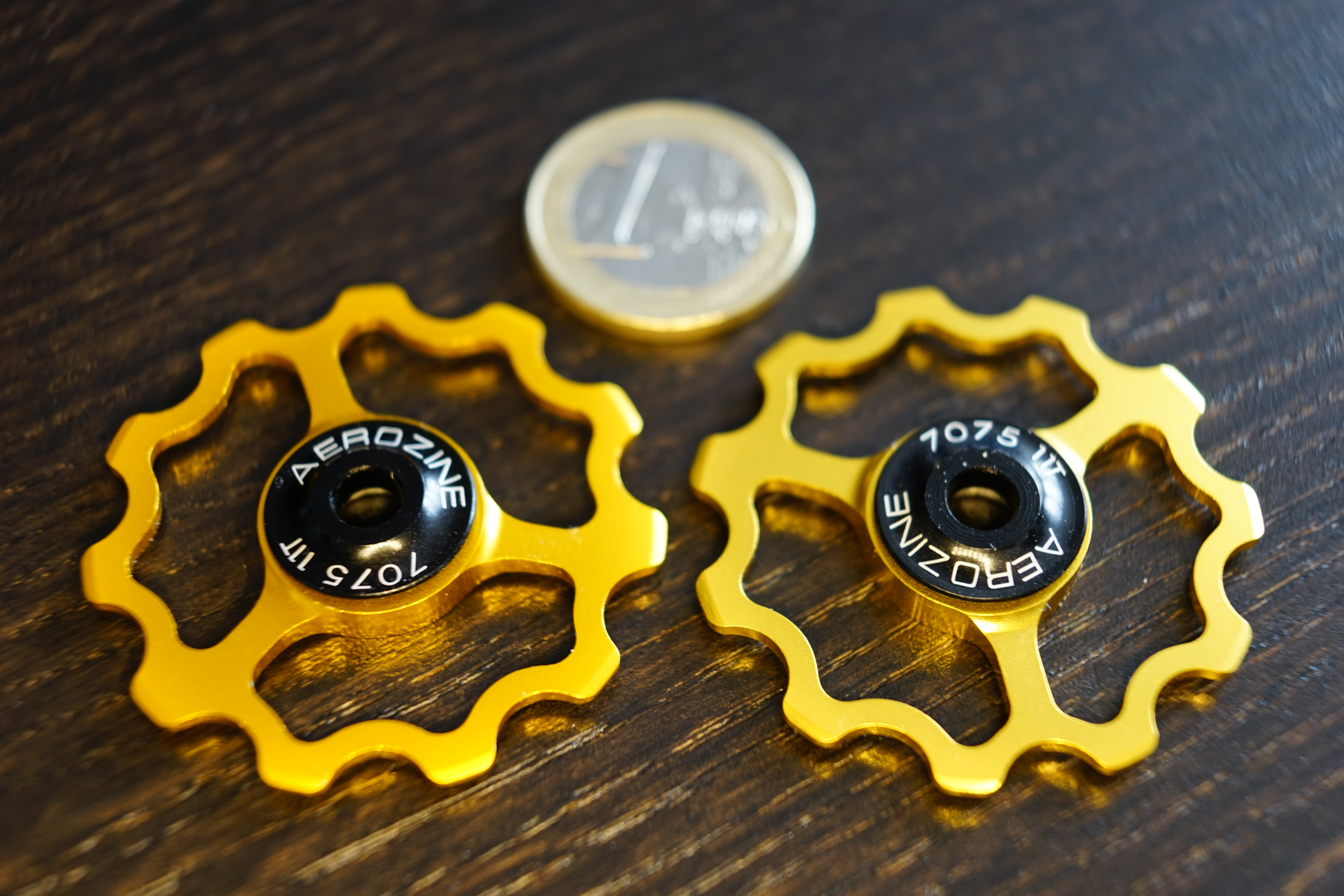
Piñones de bicicleta construidos con aleación de aluminio 7075

La aleación de aluminio 7075 es conocida comercialmente con varios nombres como Zicral (el más común), Ergal, o Fortal Constructal.
Es una aleación de aluminio con zinc como principal elemento de aleación. Su composición es de 5,1-6,1 % zinc, 2,1-2,9 % magnesio, 1,2-2,0 % cobre y pequeños porcentajes de silicio, hierro, manganeso, cromo, titanio y otros metales. Normalmente se produce para distintas categorías térmicas 7075-O, 7075-T6, 7075-T651.
Es fuerte, con buena resistencia a la fatiga frente a otros metales y es fácil de mecanizar, pero no es soldable y tiene menos resistencia a la corrosión que muchas otras aleaciones. Debido a su coste relativamente contenido su uso es habitual en aplicaciones donde las características técnicas de aleaciones más baratas no son admisibles.

## Propiedades

### Propiedades físicas
La aleación de aluminio 7075 tiene una densidad de 2810 kg/m³.

### Propiedades mecánicas
Las propiedades mecánicas del 7075 dependen en gran medida del templado del material.

#### 7075-O
La aleación 7075-O sin tratamiento térmico tiene una fuerza de tracción máxima de no más de 276 MPa y una resistencia máxima de no más de 145 MPa. Con rotura tras elongación (estiramiento máximo antes del fallo definitivo) de 9 al 10 %.

#### 7075-T6
La aleación 7075-T6 bonificada tiene una resistencia a la tracción de 510 a 538 MPa y el rendimiento de la fuerza de al menos 434 a 476 MPa. Con rotura tras elongación de entre 5 y 8 %.

#### 7075-T651
La aleación 7075-T651 templada tiene una resistencia a la tracción de al menos 462 a 538 MPa y resistencia a la fluencia de 372-462 MPa. Con rotura tras elongación de entre 3 y 9 %.
El sufijo 51 no tiene relación con el tratamiento térmico, pero indica que el material es liberado de tensiones por estiramiento controlado.

## Usos
Los aluminios de la serie 7000 como por ejemplo el 7075 son usados frecuentemente en aplicaciones para el transporte, utilizándose por ejemplo en los campos de la náutica, el automovilismo o la aviación, debido a su alto ratio de resistencia-densidad. Por ejemplo, es utilizado en elementos de transmisión de motocicletas (piñones y coronas) y en protectores de cárter para motos de campo. Su resistencia y ligereza lo hacen también atractivo en otros campos. Por ejemplo en aplicaciones deportivas: en la construcción de complementos en escalada o ciclismo, en los mangos de las palas de lacrosse, en los cuchillos y sets de cubiertos para acampada, en la fabricación de fuselajes para ala delta, en la industria de la bicicleta se ha utilizado también frecuentemente las aleaciones 7005 y 6061 de aluminio. En aplicaciones de modelismo las aleaciones 7075 y 6061 son habitualmente utilizadas para la realización de los chasis de montaje. Un uso interesante del aluminio 7075 es la fabricación del rifle o fusil M16 para el ejército de los Estados Unidos de América.
Debido a su dureza, baja densidad, propiedades térmicas y posibilidad de ser pulido el  075 es ampliamente usado en la fabricación de herramientas moldes. Este aluminio ha sido refinado en otros aluminios de la serie 7000 para su reutilización siendo nombrado como 7050 y 7020.

### Historia
La primera aleación 7075 fue desarrollada por la compañía japonesa Sumitomo Metal Industries, la actual Sumitomo Metals, en 1936. La aleación 7075 fue utilizada para la estructura del caza Mitsubishi A6M utilizado por la Armada Imperial Japonesa durante la Segunda Guerra Mundial.

### Nombres comerciales
La aleación de aluminio 7075 se ha comercializado o comercializa bajo varios nombres comerciales, algunos de ellos son: Zicral, Ergal o Fortal Constructal.
Algunas de las aleaciones de la serie 7000 se venden bajo nombres comerciales como Alumec 79, Alumec 89, Contal, Certal, Alumould, o Hokotol.